# 스피슈스케포드흐라디에

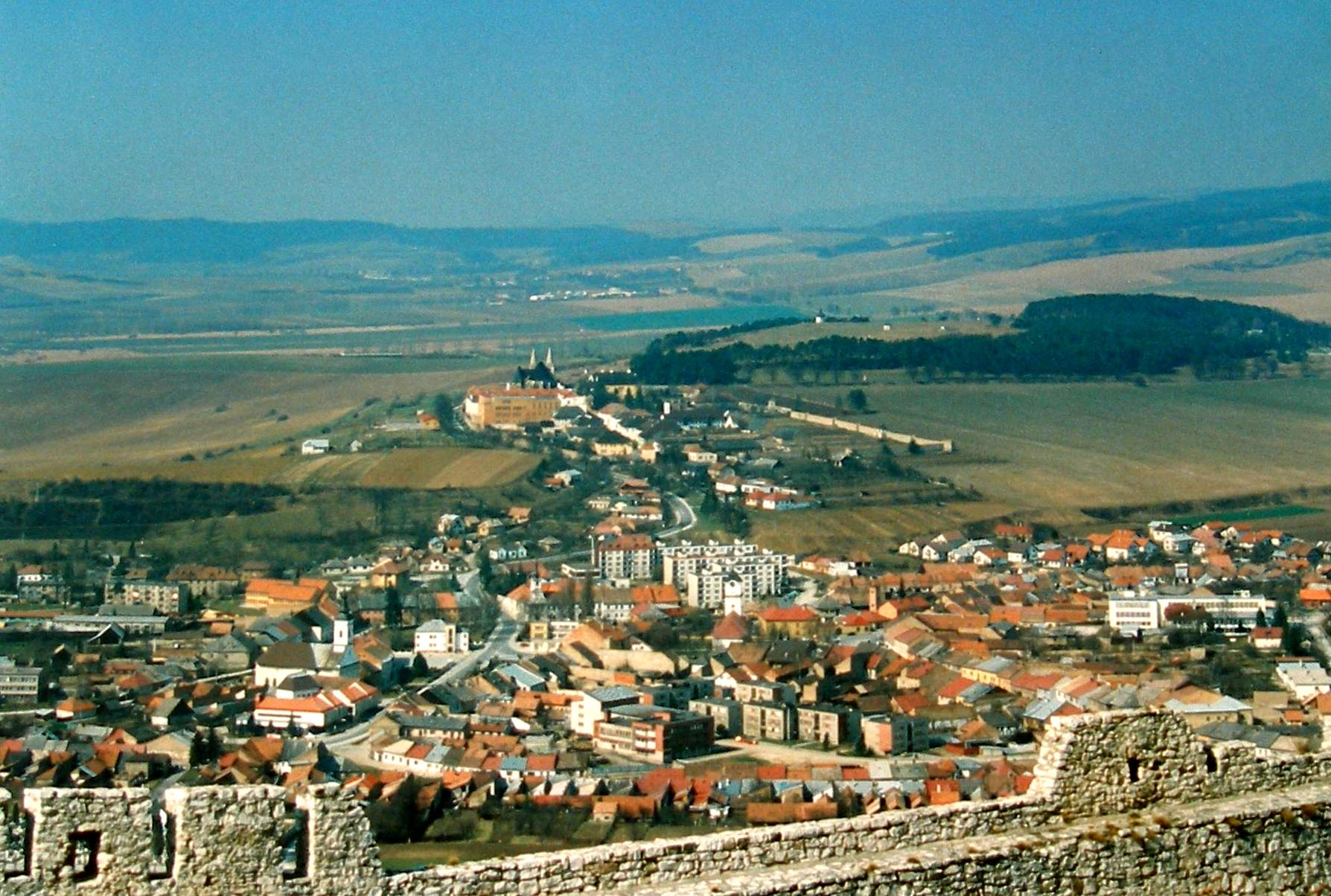
스피시(Spiš) 성에서 본 스피슈스케포드흐라디에 시가지

스피슈스케포드흐라디에(슬로바키아어: Spišské Podhradie, 독일어: Kirchdrauf 키르히드라우프[*], 헝가리어: Szepesváralja 세페슈바러여[*])는 슬로바키아 프레쇼우 주에 위치한 도시로 면적은 24.94km2, 높이는 430m, 인구는 3,826명(2006년 기준), 인구 밀도는 153명/km2이다. 스피시 성 언덕의 기슭에 위치한다.

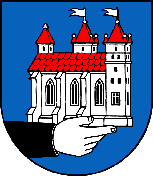
시 문장